# Аліса Великобританська (графиня Атлонська)
Аліса Марія Вікторія Августа Поліна Великобританська (англ. Alice Mary Victoria Augusta Pauline of the United Kingdom), (нар. 25 лютого 1883 — пом. 3 січня 1881) — британська принцеса з Саксен-Кобург-Готської династії, донька Леопольда, герцога Олбані та принцеси Вальдек-Пірмонтської Олени, дружина принца Александра Текського. Онука королеви Вікторії.

## Біографія
Народилась 25 лютого 1883 у Віндзорському замку у Беркширі. Стала первістком в родині Леопольда, герцога Олбані, та його дружини Олени Вальдек-Пірмонтської, з'явившись на світ за десять місяців після їхнього весілля. Була охрещена у приватній каплиці Віндзорського замку 26 березня 1883 архиєпископом Кентерберійським Едвардом Бенсоном. Своє ім'я новонароджена отримала на честь тітки з батьківського боку, яка пішла з життя за чотири роки до цього. Хрещеними батьками були король Нідерландів Віллем III, якого представляв Чарльз ван Байландт, великий герцог Гессену, якого представляв герцог Единбурзький, бабусі з материнського та батьківського боку, принц Уельський, німецька імператриця, кронпринцеса Пруссії, кронпринц Вюртембергу, герцогиня Кембриджська та княгиня Бентхайм-Штайнфуртська.
Батько, який хворів на гемофілію, помер за рік після її народження. Через чотири місяці після його смерті матір народила сина Карла Едуарда. Другого шлюбу вона не брала. Сімейство продовжило мешкати у Клермонт-Хаусі у графстві Суррей. У 1898 році Аліса пройшла конфірмацію у Королівській меморіальній церкові Святого Георгія в Каннах у присутності бабусі-королеви. 16 листопада 1903 року заручилася з принцом Текським, братом королеви Марії Текської.
У віці 20 років взяла шлюб зі своїм троюрідним братом, 29-річним Александром Текським. Весілля пройшло 10 лютого 1904 у каплиці Святого Георгія  у Віндзорському замку. У подружжя з'явилося троє дітей. Аліса була носієм гену гемофілії й її син Руперт страждав на дану хворобу.

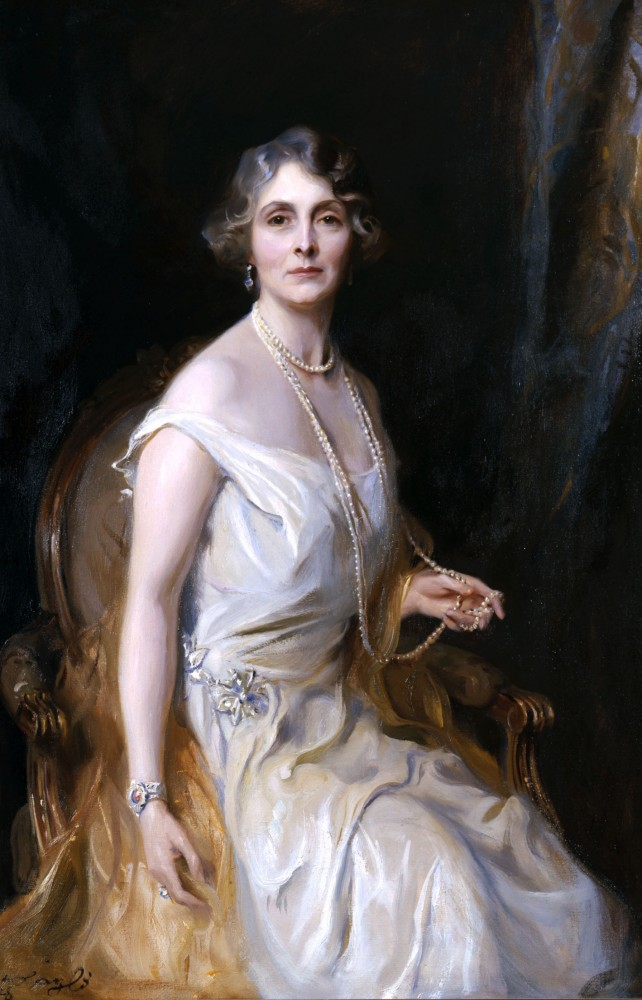
Портрет Аліси пензля Філіпа де Ласло, 1928, Національна портретна галерея (Лондон)

У липні 1917 року її чоловік, як і інші члени британської королевської родини, відмовився від усіх німецьких титулів, узявши натомість ім'я Кембридж, і став відомим як сер Александр Кембридж. 7 листопада 1917 король Георг V дарував йому титули графа Атлона та віконта Трематона. Після того, як Александр залишив службу у дійсній армії, родина оселилася в апартаментах Кенсінгтонського палацу у Лондоні. У 1923 році вони також придбали заміський будинок Брентрідж-парк у Західному Сассексі.
У 1924—1931 роках сімейство проживало в Південно-Африканському Союзі, де Александр Кембридж обіймав посаду генерал-губернатора. Для них був збудований пляжний будинок у Муйзенберзі. У 1940—1946 мешкали в Канаді, де голова родини також виконував функції генерал-губернатора. Резиденцією слугував Рідо-Голл в Оттаві. Під час Другої світової війни з подружжям жили й іхні троє онуків. 
У 1946 році повернулися до Сполученого королівства, де знову оселилися у Кенсінгтонському палаці. Аліса у 1950—1971 роках була канцлером Університету Вест-Індії. Її чоловік пішов з життя у січні 1957 року.
Графиня не любила телебачення, віддаючи перевагу садівництву і, за словами друзів, пліткам і пікантним історіям. Мала добрі відносини з королевою Єлизаветою II, та часто запрошувала її на різні королівські заходи. Після 90 років Аліса почала користуватись паличкою, спершу маскуючи її під парасолю. Своє 95-річчя святкувала у Південній Африці.
Пішла з життя 3 січня 1881 у Кенсінгтонському палаці, останньою з онуків королеви Вікторії. Була похована у Королівській усипальні у Фрогморі.

## Родина
Чоловік —  Александр Кембридж
Діти:
- Мей (1906—1994) — дружина Генрі Абеля Сміта, мала сина та двох доньок;
- Руперт (1907—1928) — віконт Трематон, одруженим не був, дітей не мав;
- Моріс (29 березня—14 вересня 1910) — прожив півроку.